# Eutelia amatrix
Eutelia amatrix är en fjärilsart som beskrevs av Dyar 1913. Eutelia amatrix ingår i släktet Eutelia och familjen nattflyn. Inga underarter finns listade i Catalogue of Life.